# インターネット電話
インターネット電話（インターネットでんわ、英: Internet phone）は、インターネット通信網を利用して音声メッセージをやり取りするサービス。

## 概説
広義のIP電話はインターネット電話とインターネット電話以外のIP電話に分けられ、インターネット電話は「伝送路の一部又は全てで公衆インターネット網を経由するIP電話」と定義される。一般的にはIP電話と区別され、狭義のIP電話が専用のIPネットワークを利用するサービスなのに対し、インターネット電話はインターネット網を利用したサービスをいう。
電話料金は送話者からアクセスポイントまでとアクセスポイントから受話者までだけで済むため、距離と接続時間に応じた従量課金による通常の電話網よりも低価格に抑えることがメリットにあった。また、サービスによっては通話前に広告を聞けば通話料が無料になるサービスもあった。インターネット電話は、通常回線に比べて音質が悪く雑音が入ったり、会話に遅延が生じたり、会話中に切断されるなどの欠点があったが、通信回線の大容量化や音声圧縮技術の進歩で改善されていった。

## 各国のインターネット電話

### 欧州
EUではインターネット電話はトラフィックの状況によって予測し得ない遅延が生じることがあり、サービスのリアルタイム性を満たしていないとしてEUが規定する音声電話通信（Directive 90/388/EEC）には該当せず、1998年1月のEUの電話通信規定の対象外とされた。しかし、リアルタイム性を有するIP電話サービスはEU各国の規制対象となることがある。
イギリスではIP電話は電気通信法による規律を受ける。しかし、従来のインターネット電話（公衆インターネットを経由）は公衆音声電話には含まれないとされた。

### 米国
インターネット電話での接続料が問題になっていた米国では、1996年7月、連邦通信委員会委員長が既存のルールを適用しないことを表明した。しかし、1998年4月、連邦通信委員会はITSP（Internet Telephony Service Provider）も接続料を支払うべきとの報告書を議会に提出した。

### 日本

#### 歴史
2000年（平成12年）前後より、固定電話や携帯電話などに発信できるようなサービスも開始された。また、プロバイダフリーのIP電話など、一般または専用の電話機が使えるサービスも出始めた（次項参照）。
ただ、通信経路上にインターネットがあるIP電話サービスには、サービス品質上、IP電話番号(050)の付与は認められず、他の電話網から着信できるようなサービスは、日本国内ではほとんど出ていなかった。
平成14年総務省令第70号により、050番号付与に掛かる品質要件が規定され、さらにアクセス回線としてブロードバンドが普及し、品質要件を満たせるものについて、050番号を付与した他の電話網との発着信ができる電話サービスが開始された。IP電話の普及により、インスタントメッセンジャーから発信するサービスが終了になるなど、日本国内では商業ベースのサービスとしてはいったん下火になった。
2000年代後半、Skype Outなど面倒な契約や難しい設定等をせずに気軽にインターネット電話・ボイスチャットが出来るソフトが普及した。
2010年代より、インターネット接続を利用したIPセントレックスの内線電話としての利用、LINE電話・Viber Out・050plus・LaLa Call・SMARTalkなどスマートフォン向け050電話番号での発着信可能な通話料金節約ソフトウェアなどが普及を見ている。

#### プロバイダフリーのIP電話
プロバイダフリーのIP電話とは、どのプロバイダ回線でも利用できるIP電話サービス。性質上、インターネット接続が有りさえすれば、Wi-fiや無線アクセス接続経由であっても、また国外であっても設置または利用できる（サービスによる）。全世界から接続可能なため、セキュリティ対策に不備があった場合の損害が大きい。
前述の通り、通信経路上にインターネットがあるIP電話サービスには、サービス品質上、IP電話番号（050番号）の付与が難しかったが、050番号の発着信をIP電話事業者上のIP電話サーバで扱い、当該サーバと利用者との間でインターネット電話的にVoIP接続することにより、050番号ながら（ユーザ末端において）プロバイダーフリーのIP電話（050付与）としてサービス提供されるようになった。
また一部のIP電話事業者では固定電話の電話番号（0AB〜J番号。市外局番03や06などの番号）を確保し、着信を転送して公衆網とIP網を接続することにより、世界のどこからでも03番号などで発着信できるサービスもある。

## アプリケーションソフトウェア

### ボイスチャット
単に「ボイスチャット」と呼ぶ場合は、インスタントメッセンジャーの付加機能としての、音声によるチャットのことを指し、電話網でのIP電話と区別することが多い。同じメッセンジャー内に限られるものの、多人数での同時ボイスチャットも可能。PCだけでなく、家庭用ゲーム機での利用が可能な機種もある。
また、PC用TeamSpeak2やXbox Liveなど、オンラインゲームでの音声チャットを主目的としたアプリケーションもある。キーボードで会話する必要がないため、ゲーム操作に集中できるのが最大のメリットであり、Xbox Liveの付属ゲーム、『ファンタシースターオンライン』が先鞭を付けた。このことで、標準でボイスチャット機能を内蔵したゲームが登場してきている（例：『FRONT MISSION ONLINE』（PlayStation 2用）、『バトルフィールド2』（PC用））。
これらは公衆網を介さず、PCのヘッドフォン・マイク端子にヘッドセットを接続すれば利用可能なため、すでにコミュニティが形成されている場合や、相手のIDが分かっている場合、前述のオンラインゲームなどには便利である。しかし、Skypeなど一部の例を除き、公衆網への通話はできない。
Bluetooth技術を応用した、ワイヤレス・ヘッドセット製品も存在する。

### ビデオチャット
ビデオチャット（英: Videochat）は、ボイスチャットに、ウェブカメラによるリアルタイム画像伝送機能を実装したもの。ライブチャット、または、ビデオコール（英: Video call）とも呼ばれる。
ボイスチャットが通常は電話網へ通話できないのと同じように、ビデオチャットから（電話網上の）テレビ電話へ接続することは通常はできない。画像の伝送が伴うため、複数人でのテレビ会話ができなかったり、5人まで（Xboxビデオチャット）などといった人数制限があったりする。
なお、一部のサービス事業者ではビデオチャットを（電話網上でない）「テレビ電話」と表現する事もある。

### Skype等の展開
ボイスチャット、ビデオチャットはPC等の情報機器のアプリケーションと言う形態であったが、Skypeの登場により、薄型テレビやゲーム機に搭載されるケースも出てきた。

### スマートフォンのインターネット電話
スマートフォンの普及によりスマートフォン上のアプリケーションで動作するインターネット電話が普及してきた。
同一アプリケーション間のみのもの、発信のみのもの、050番号及び0AB-J番号による発着信可能なものがある。
加入電話などと比較して、緊急通報用電話番号に対応しない、呼び出しまでに時間がかかる、音声の遅延が大きい、電源の消耗が多くなる、などの欠点がある場合がある。

## 主要アプリケーション
| 本社の所在国       | 名称                | 電話網への発信 | 電話網からの着信 | スマホ       | スマホ       | 備考                                       |
| 本社の所在国       | 名称                | 電話網への発信 | 電話網からの着信 | スマホアプリ | プッシュ通知 | 備考                                       |
| ------------------ | ------------------- | -------------- | ---------------- | ------------ | ------------ | ------------------------------------------ |
| 日本の旗           | INNOVERA Call       | ○              | ○                | ○            | ○            | クラウドPBX「INNOVERA」専用スマホアプリ    |
| 日本の旗           | 050plus             | 050            | 050              | ○            | ○            |                                            |
| 日本の旗           | AGEphone            | Wi-Fi          | Wi-Fi            | ○            | ○            |                                            |
| 日本の旗           | comm                |                |                  | ○            | ○            | 2015年4月21日午後3時をもってサービスを終了 |
| 不明の旗           | Ekiga               |                |                  |              |              |                                            |
| 日本の旗           | GlueCast            |                |                  |              |              |                                            |
| アメリカ合衆国の旗 | Googleボイス        | ○              | ○                |              |              |                                            |
| アメリカ合衆国の旗 | Google ハングアウト | ○              | ○                | ○            | ○            |                                            |
| 日本の旗           | LaLa Call           | 050            | 050              | ○            | ○            |                                            |
| 大韓民国の旗       | LINE                | ○              |                  | ○            | ○            |                                            |
| 不明の旗           | Mumble              |                |                  | ○            | ○            |                                            |
| 日本の旗           | OnSay               |                |                  | ○            | ○            |                                            |
| フランスの旗       | QuteCom             |                |                  | ○            | ○            |                                            |
| 日本の旗           | Reengo              |                |                  | ○            | ○            |                                            |
| アメリカ合衆国の旗 | Skype               | ○              |                  | ○            |              |                                            |
| 日本の旗           | SMARTalk            | 050            | 050              | ○            | ○            |                                            |
| ドイツの旗         | TeamSpeak           |                |                  | ○            | ○            |                                            |
| 日本の旗           | Viber               | ○              |                  | ○            | ○            |                                            |
| 日本の旗           | Voice Link          |                |                  | ○            | ○            |                                            |
| ドイツの旗         | VoipBuster          |                |                  | ○            | ○            |                                            |
| 日本の旗           | WaZapp              |                |                  | ○            | ○            |                                            |
| アメリカ合衆国の旗 | WhatsApp            |                |                  | ○            | ○            |                                            |
| 中華人民共和国の旗 | WeChat              |                |                  | ○            | ○            |                                            |
| カナダの旗         | X-Lite              |                |                  | ○            | ○            |                                            |
| 大韓民国の旗       | カカオトーク        |                |                  | ○            | ○            |                                            |
| 中華人民共和国の旗 | テンセントQQ        |                |                  | ○            | ○            |                                            |

他多数

## 主要サービス
- TelAPI
- Voxeo
- Cisco
- Infobip
- Avaya
- Hoiio
- Plivo
- tyntec
- Twilio
- Cloudvox (IfByPhoneが買収)
- Modulis
- Knowlarity Communications
- フレッツ・ドットネット（NTT東日本）、フレッツ・v6アプリ（NTT西日本）およびフレッツ・光プレミアム（NTT西日本）上でのテレビ電話（ビデオチャット）サービス

他多数
| 電気通信事業者             | 無料通話先 | 1接続回線あたり 最大割当数 | 1接続回線あたり 最大割当数 | ダイヤルイン | IPセントレックス | FMC | 着信課金 | 備考 |
| 電気通信事業者             | 無料通話先 | 番号                       | 同時通話                   | ダイヤルイン | IPセントレックス | FMC | 着信課金 | 備考 |
| -------------------------- | ---------- | -------------------------- | -------------------------- | ------------ | ---------------- | --- | -------- | --- |
| プロディライト             | 有         | 複数                       | 複数                       | ○            | ○                | ○   | ○        | クラウドPBX「INNOVERA」とそれに直接収容される電話回線「IP-Line」を提供                                                              |
| アジルネットワークス       | 有         | 複数                       | 複数                       | ○            | ○                | ○   | ○        | |
| アルテリア・ネットワークス | 有         | 複数                       | 複数                       | ○            | ○                | ○   | ○        | 2代目UCOMより継承。初代UCOM傘下にメディア (企業)があった（初代法人が吸収合併）。大塚商会・フォーバル・モーラネットなどに基盤提供。  |
| インフィニトーク           | 有         | 複数                       | 複数                       | ○            | ○                | ○   | ○        | |
| ジーヴァフォン             | 有         | 複数                       | 複数                       | ○            | ○                | ○   | ○        | 海外通話に力を入れており安価 |
| BIZTEL                     | 有         | 複数                       | 複数                       | ○            | ○                | ○   | ○        | |
| lisnavi                    | 有         | 複数                       | 複数                       | ○            | ○                | ○   | ○        | List Navigator.の後継プロダクトとしてリリースされた。アウトバウンド特化のコールシステムで、オートコール・ダッシュボードなどを搭載。 |
| OSORA                      | 有         | 複数                       | 複数                       | ○            | ○                | ○   | ○        | インバウンド特化のコールシステム。低コストかつAPI連携を含めた優れた拡張性が特長。                                                   |
| ブラステル                 | 有         | 複数                       | 複数                       | ○            | ○                | ○   | ○        | |
| フリービット               | 有         | 複数                       | 複数                       | ○            | ○                | ○   | ○        | |
| レカム                     | 有         | 複数                       | 複数                       | ○            | ○                | ○   | ○        | |